# Біналі Йилдирим
Біналі́ Йилдири́м (тур. Binali Yıldırım, нар. 20 грудня 1955, Рефахіє, Ерзінджан, Туреччина) — турецький державний та політичний діяч. Спікер Великих Національних Зборів Туреччини з 12 липня 2018 року.
Останній прем'єр-міністр Туреччини (з 22 травня 2016 за 9 липня 2018 року). Лідер правлячої Партії справедливості і розвитку (2016—2017).
Близький соратник Реджепа Ердогана, з яким він є одним із засновників ПСР.

## Життєпис

### Освіта
Здобув ступінь бакалавра і магістра на Факультеті мореплавства Стамбульського технічного університету в 1973—1978 роках.
У 1991 закінчив аспірантуру Всесвітнього морського університету Мальме, Швеція.

### Кар'єра
У 1978—1993 працював інженером в Головному управлінні Туреччини суднобудівної промисловості.
У 1990—1991 представляв Туреччину в Міжнародній морській організації.
У 1994—2002 працював в Стамбульському морському пароплавстві, що займається організацією перевезень.
З 2002 (з деякими перервами) міністр транспорту, мореплавства та зв'язку Туреччини в урядах Абдулли Гюля, Ердогана і Ахмета Давутоглу.
Лідер правлячої Партії справедливості та розвитку з 22 травня 2016. На з'їзді Партії справедливості та розвитку 22 травня 2016 був єдиним кандидатом на посаду прем'єра, здобув голоси 1405 делегатів. У той же день президент Ердоган доручив йому очолити 65-й уряд Туреччини.
Під час спроби військового перевороту 16 липня 2016 віддав наказ збивати вертольоти та літаки, що виконують накази заколотників.
У 2016—2018 роках — прем'єр-міністр Туреччини. Пізніше посаду прем'єра в Туреччині скасували.
З 12 липня 2018 року — спікер Великих Національних Зборів Туреччини.
18 лютого 2019 року Біналі Йилдирим заявив, що подає у відставку у зв'язку з тим, що він буде балотуватися на посаду мера Стамбула на місцевих виборах у Туреччині, які пройдуть 31 березня 2019 року.